# 狭山市殺人未遂事件
狭山市殺人未遂事件（さやましさつじんみすいじけん）は、2009年5月に埼玉県狭山市で発生した殺人未遂事件である。全国2例目の裁判員の参加する刑事裁判に関する法律に基づく裁判員制度が適用された事件である。

## 概要
2009年（平成21年）5月4日21時6分頃、埼玉県狭山市内の駐車場で吉見町の解体工の男性（当時35歳）が、同市内の知人男性（当時35歳）を刃物で頭部を切りつける事件が発生した。17.3センチメートルの洋出刃包丁で左胸部等を2回突き刺され、その頭部を2回切られるなどした被害男性は、Aに全治約1か月間を要する左胸部刺創、左肺損傷、左横隔膜損傷、頭部切創等の傷害を負ったものの、一命を取り留めた。動機は金銭トラブルであり、被疑者は被害者に、最大で360万円の借金をし、少しずつ返済していた。残りは百数十万円だったのに対して「1千万円」を取り立てられると思い込んだ被告が、強い殺意を持って被害者を包丁で刺したという。5月25日、さいたま地検が殺人未遂罪で被疑者を起訴し、裁判員裁判によって懲役4年6カ月が確定した。

## 裁判
- 2009年5月25日：さいたま地検が殺人未遂罪で被疑者を起訴した。[2]
- 2009年6月12日：さいたま地裁にて第一回公判前整理手続きが行われた。弁護人によると、公判での立証方法などを細かく協議した。[3][4]
- 2009年6月18日：第二回公判前整理手続きが行われた。公判期日が8月10～12日に決定した。[5]
- 2009年8月10日：さいたま地裁にて裁判員裁判が開廷（田村眞裁判長）。初日の審理で、被告側は起訴内容を認めた。[6]
- 2009年8月11日：審理2日目。被告人が書いた謝罪文が読み上げられ、被告人質問が行われた。また、被害者が被告に罰を求める今の気持ちなども述べた。量刑が審議され、検察側は懲役6年を主張し、弁護側は執行猶予付きの判決を求めた。[7][8]
- 2009年8月12日：午前に裁判員と裁判官による非公開審議が行われ、午後には被告に懲役4年6カ月の実刑判決が言い渡された。[9]
- 2009年8月27日：弁護側・検察側の双方が控訴せず、判決が確定した。裁判員裁判初の判決確定であった。[10][11]

## 判例の詳細[1]

### 犯行の危険性
殺傷能力の高い刃渡り17.3センチメートルの洋出刃包丁を選んで犯行に及び、あと数センチメートルずれていれば心臓や大動脈を損傷した可能性がある極めて危険な犯行である。

### 殺意の高さ
体勢を崩した被害者の頭部を切りつけたばかりか、やめるように懇願した被害者の腹部に包丁を突き出し、左腰に大動脈を損傷しかねなかった傷を負わせ、自首後も助かってよかったという思いと何で助かってしまったのかという思いが相半ばしていたというのであって、強い殺意に基づく執拗な犯行であると言える。

### 被害結果の重さ
被害者は約全治一カ月という瀕死の重傷を負い、退院後も食べ物を戻したり、傷跡が痛んだりなどの症状に悩まされているのであって、その被った身体的・精神的苦痛は大きく、被害結果は重い。
借金の返済を続けていたにもかかわらず、勤務先の社長を通じて、残額が本来よりもはるかに多い1千万円だと被害者が述べていたと告げられた被告人の心情には一定の理解を示すことができるもものの、だからといって本件のような犯行のに及ぶことは許されず、短絡的にすぎ、酌量の余地があるとは言えない。一方、不本意に被告人の勤務先の社長に残額が1千万円だと告げた被害者が犯行のきっかけを作ったとも言えることは否定できず、被害者は一命を取り留め、被告人は直ちに自首し、その後も犯行を認め、反省の意を示している。
しかしながら、これら被告人に有利な事情を考慮しても、犯行の危険性、殺意の強さ、被害結果の重さなどを考えれば、本件は刑の執行を猶予すべき事案ではなく、被告人に対しては、未遂減軽の上、懲役4年6カ月の刑を科するのが相当である。

## 裁判員裁判[12]
- 台風の影響で裁判員が途中で参加できなくなることを想定して、予定よりも補助裁判員を2名増員し、裁判員6名、補助裁判員4名を選出した。[6][13]
- 裁判員に「被告＝犯人」という予断を与えないために、被告は青いネクタイに濃紺のスーツ、革靴に見えるスリッパで裁判を受けた。拘留中の被告が法廷でネクタイを着けたのは日本の裁判では初である。また、被告の手錠と腰縄は裁判員が入廷する前に外された。[14][15]
- 冒頭陳述は、従来のように書面を読み上げるだけではなく、裁判員にもわかりやすいようにプレゼンテーション方式で行われた。[14]
- 従来は検察側だけの求刑が主であったが、本件では裁判員が吟味しやすいよう、弁護側からも意見が提示された。[16]